# Vladimiro Montesinos
Vladimiro Ilich Lenin Montesinos Torres (Arequipa, 20 de maio de 1945) é um ex-político e ex-militar peruano. Foi chefe de facto do Serviço de Inteligência Nacional do Peru (SIN) e assessor presidencial de segurança entre 1990 e 2000, durante o governo de Alberto Fujimori, em período marcado por corrupção e violação de direitos humanos. Após um escândalo de corrupção, fugiu para a Venezuela, mas foi repatriado e condenado por corrupção, pagamento de propinas, tráfico de armas, enriquecimento ilícito, execuções extrajudiciais, lesões corporais e sequestros, em um total de 25 anos.

## Biografia
Vladimiro nasceu em 20 de maio de 1945 em uma família de classe média em Arequipa. Sua família tinha simpatias comunistas, pelo que recebeu seus três primeiros nomes em homenagem a Vladimir Lênin, mas desde cedo teve simpatias de direita.
Vladimiro estudou na Escola Militar de Chorrillos, em Lima, onde se graduou como oficial em 1966. Sua turma de armas foi denominada de "Centenário de Combate 2 de Maio de 1866", e tornar-se-ia a principal fonte de oficiais militares apontados por Montesinos. Um ano antes de sua formatura, em 1965, Montesinos foi treinado na Escola das Américas, então mantida pelos EUA no Panamá Esta escola formou diversos ditadores e militares ao longo da América Latina, o próprio Montesinos havendo estudado com Manuel Noriega neste período.
Durante o governo do general Velasco Alvarado, o então capitão Montesinos foi destacado para trabalhar na assessoria do ministério da Agricultura. Em 1973 Montesinos converteu-se em assessor e ajudante do ministro da Guerra e Comandante-Geral do Exército Peruano Edgardo Mercado Jarrín. Foi então que, talvez estimulado pela influência de Washington, Montesinos principiou tentar poderes maiores. Há indícios de que ainda naquela época, Montesinos tentou persuadir o comandante do Exército Mercado Jarrín a derrubar o então presidente Velasco, consistindo em golpe de Estado, golpe este não realizado.[carece de fontes?] Em 1976, Montesinos foi destacado ao Ministério da Guerra.
Em 1990, Montesinos conheceu Alberto Fujimori, recém-empossado presidente do Peru, quando este procurou aquele para desembaraçar problemas tributários. Impressionado pela eficiência de Montesinos, Fujimori o pôs extra-oficialmente à frente do Serviço de Inteligência Nacional. Montesinos iniciou um expurgo no Poder Judicial e nos ministérios, e com o autogolpe de 1992 adquiriu poderes que lhe permitiram estender seu poder à cúpula militar enquanto acumulava dinheiro com o tráfico de armas e drogas.
Montesinos já era acusado neste período por grupos de direitos humanos de estar por trás do Grupo Colina, esquadrão da morte direcionado contra os comunistas no contexto do conflito armado no Peru entre forças governamentais e comunistas, e que perpetrou massacres como o de Barrios Altos e o de La Cantuta. Algumas evidências de violações já eram conhecidas pela CIA durante a década de 1990, assim como de redirecionamento a atividades anticomunistas de parte dos recursos da CIA para o combate contra os traficantes de drogas.
Em 14 de setembro de 2000, vazou na imprensa o primeiro dos vladivídeos, vídeos em que Montesinos subornava diversas autoridades, gravados pelo mesmo para fins extorsivos. Fujimori se refugiou no Japão, e Montesinos na Venezuela, sendo que o paradeiro deste foi temporariamente desconhecido, fazendo dele o homem mais procurado da América Latina. Ambos foram repatriados em 2001, sendo que no meio-tempo diversos oficiais públicos haviam vindo à tona com testemunhos indicando tortura, espionagem, extorsão de oponentes políticos e assédio contra a imprensa. Ainda, o traficante de armas detido Sarkis Soghanalian alegou que as armas jordanianas que terminaram com as Forças Armadas Revolucionárias da Colômbia haveriam sido originalmente direcionadas para as forças armadas peruanas, recusando-se a afirmar ou negar qualquer envolvimento de Montesinos.
Montesinos foi condenado inicialmente a 15 anos de prisão por corrupção e pagamento de propinas, em setembro de 2006 ainda recebendo 20 anos de prisão por tráfico de armas com a guerrilha colombiana das FARC. Em janeiro de 2007, recebeu mais seis anos de prisão por enriquecimento ilícito na compra de armamento bélico. Em 1 de outubro de 2010, sobreveio a maior e mais significativa das condenações, quando a Sala Penal Especial da Corte Suprema de Justiça da República do Peru condenou Montesinos a 25 anos de prisão pela execução extrajudicial de 15 pessoas, incluindo um menor, e pela lesão de mais 4, no caso de Barrios Altos, mas também por ter desaparecido com nove moradores de Santa e com o jornalista Pedro Yauri. Todas as mortes foram atribuídas ao Grupo Colina, com Montesinos sendo considerado coautor intelectual, assim como Fujimori, que recebera recentemente a mesma pena. Visto que no Peru as penas não se somam, cumprindo-se sim a maior, sua pena total é, de fato, de 25 anos.